# Grigori Yevséyev
Grigori Víktorovich Yevséyev (nacido el 17 de febrero de 1969 en Almaty), la ciudad de Almaty (capital de la República Socialista Soviética de Kazajistán). Desempeñó el cargo del primer presidente de la  Sociedad Geográfica de Asia Central. Doctor en Ciencias de Geografía. Principalmente se dedica a las actividades relacionadas con la ecología y el desarrollo del turismo ecológico.

## Biografía
Se graduó de la Escuela Secundaria № 25 y completó sus estudios en la Escuela de Artes de Almaty en 1986. 
El mismo año ingresó a la Escuela Superior de Pilotos Militares Myasnikov de la ciudad de Volgograd.
Durante sus estudios secundarios terminó cursos de pilotos en el Club Aeronáutico de DOSAAF  (Voluntariado de Apoyo a las Fuerzas Armadas, Flota y Fuerzas Aéreas) de la ciudad de Almaty.  Realizó su primer vuelo en solitario a la edad de 16 años en el avión Yakovlev Yak-52.  
Después de retirarse de las filas de las Fuerzas Armadas de la URSS, seguía estudiando y trabajando en Almaty. 

## Carrera
En 2000 fundó su propia editorial donde publicaba revista World Discovery Kazakhstan y se dedicaba a la promoción de Kazajistán en el mundo.
Delegado de MediaForum de Eurasia.
https://web.archive.org/web/20080724171507/http://www.eamedia.org/ru/history/2006/delegates
En 2005 fue elegido el presidente de la Sociedad Geográfica de Asia Central (SGAC).
https://www.youtube.com/watch?v=tWTzabaEiCk&list=UUuW0-3-THpu7UfiP_w9SqMA 
Impulsó y tomó parte en varios proyectos de alto perfil internacional:
Conjuntamente con la SGAC, organizó la primera expedición marítima alrededor del mundo realizada desde Kazajistán. 
http://www.megapolis.kz/art/Chokan_Valihanov_ekspeditsiya_prodolzhaetsya 
Produjo una serie de documentales sobre Ecuador. 
Viaje a Ecuador#4
Viaje a Ecuador#5
Viaje a Ecuador#6
Dictó conferencias sobre la geografía de Kazajistán en la Universidad de Colombia (Estados Unidos de Norteamérica). Posee la patente de idea original del proyecto de viaje alrededor del mundo. 
Desde 2008 investiga el problema del calentamiento global.  
- https://web.archive.org/web/20150721074206/http://www.express-k.kz/show_article.php?art_id=9531 – Express K 09. 06. 2007
- https://web.archive.org/web/20150721074928/http://www.express-k.kz/show_article.php?art_id=11958 - Express K 26. 09. 2007
- http://www.megapolis.kz/show_article.php?art_id=7952 – Periódico Megapolis
- http://www.megapolis.kz/art/Chokan_Valihanov_ekspeditsiya_prodolzhaetsya - Periódico Megapolis 26. 09. 2011
- https://web.archive.org/web/20071019122023/http://www.kazembassy.ru/press_service/news/?newsid=3090 - Embajada de Kazajistán
- http://www.megapolis.kz/art/Chokan_Valihanov__priplili  - Megapolis 06. 02.2012

- Datos: Q4173379